# Vũ Thị Trang

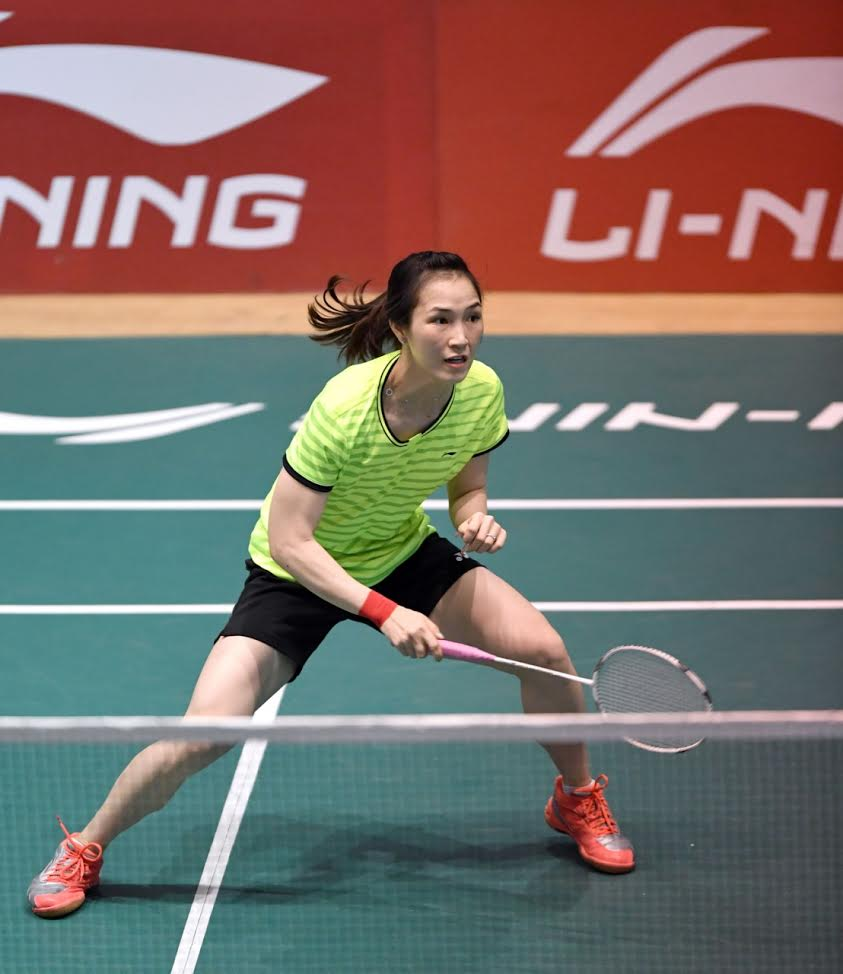
Vũ Thị Trang

Vũ Thị Trang (* 19. Mai 1992 in Bắc Giang) ist eine vietnamesische Badmintonspielerin.

## Karriere
Vũ Thị Trang nahm bereits im Alter von 15 Jahren an den Südostasienspielen 2007 teil und wurde dort Fünfte im Damendoppel. Vier Jahre später wurde sie bei der gleichen Veranstaltung Fünfte im Dameneinzel und Fünfte mit dem vietnamesischen Damenteam.
Bei den Olympischen Jugend-Sommerspielen 2010 erkämpfte sie sich Bronze im Dameneinzel. Im selben Jahr startete sie auch bei den Asienspielen im chinesischen Guangzhou.
2014 gewann Vũ Thị Trang die Vietnam International Series.